# Oscaecilia polyzona
Oscaecilia polyzona es una especie de anfibio gimnofión de la familia Caeciliidae.
Es endémica de las llanuras de la costa pacífica del noroeste de Colombia; se halla a una altitud de hasta 50 metros en los departamentos de Antioquia y Chocó. Tal vez habite también en Panamá.